# Paraxenisaurus

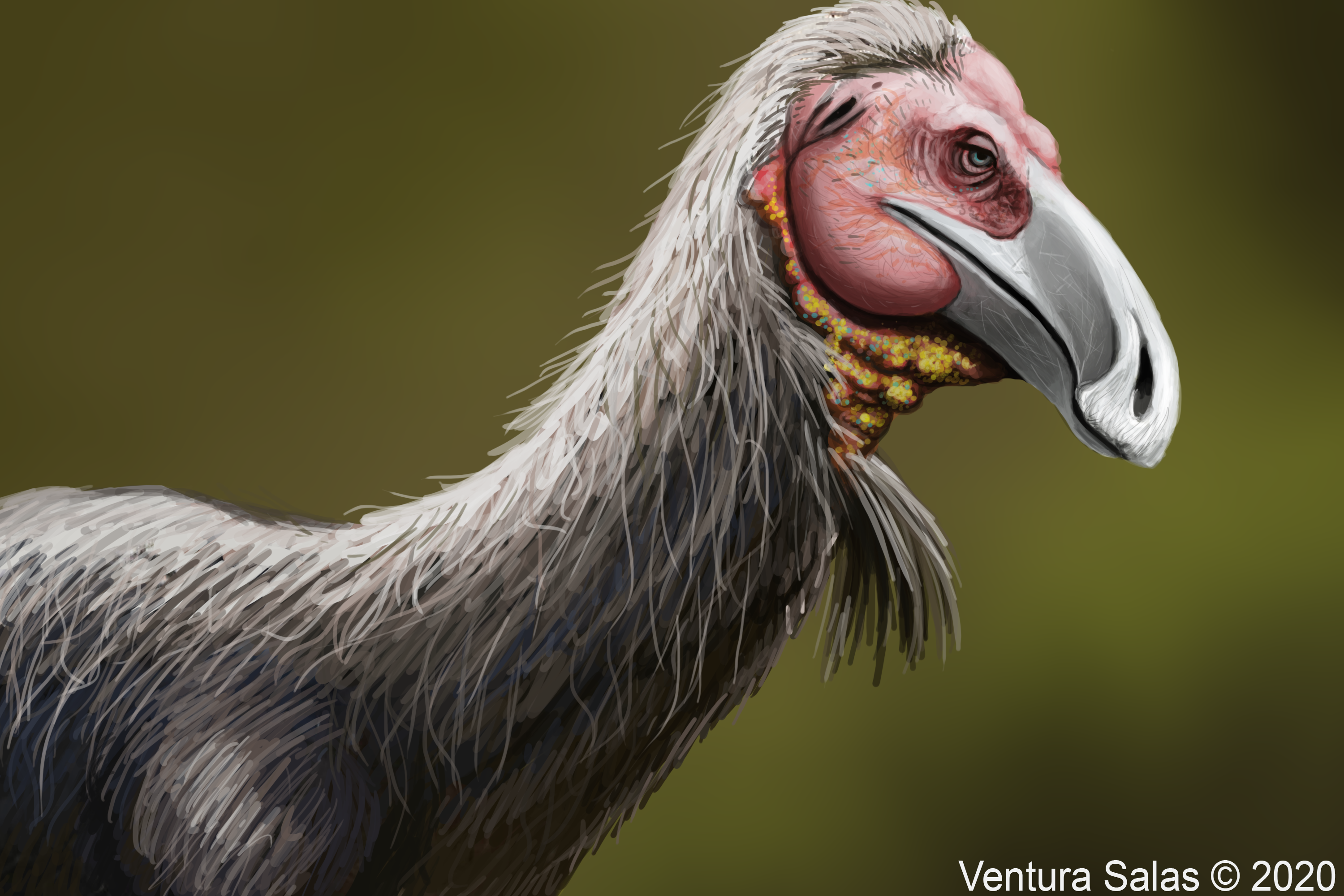
Paraxenisaurus normalensis

Paraxenisaurus normalensis is een theropode dinosauriër, behorende tot de Maniraptoriformes, die tijdens het late Krijt leefde in het gebied van het huidige Mexico.

## Vondst en naamgeving
In de jaren negentig werden, onder andere door C.I. Serrano-Brañas, B. Espinosa-Chávez, J. Flores-Ventura en C. de León-Dávila, losse botten van Ornithomimosauria gevonden in de staat Coahuila, op drie verschillende locaties. De eerste was een groeve een kilometer ten zuidoosten van het stadje Presa San Antonio in Parras de la Fuente. De tweede locatie ligt tien kilometer ten noordwesten van Rincón Colorado in General Cepeda. Ten slotte is er een groeve bij het stadje Jalpa in Parras de la Fuente. Dit soort beenderen was in de vindplaatsen niet zeldzaam en werd slechts in aantal overtroffen door de beenderen van Hadrosauridae. Toch werden er geen soorten op gebaseerd, gezien hun fragmentarische karakter. De fossielen werden opgeslagen in de collectie van Benemérita Escuela Normal de Coahuila. Twee decennia later werden de resten nog eens nader onderzocht. Toen bleek dat de ondertussen sterk toegenomen kennis van zulke vormen het toestond ze als nog onbekende soorten te herkennen.
In 2020 werd de typesoort Paraxenisaurus normalensis benoemd en beschreven door Claudia Inés Serrano-Brañas, Belinda Espinosa-Chávez, Sarah Augusta Maccracken, Cirene Gutiérrez-Blando, Claudio de León-Dávila en José Flores Ventura. De geslachtsnaam is afgeleid van het Nieuwgrieks paráxenos, "uitheems, eigenaardig, bizar", en verwijst naar het behoren tot een deelgroep die niet eerder uit Amerika bekend was. De soortaanduiding verwijst naar de herkomst uit de school.

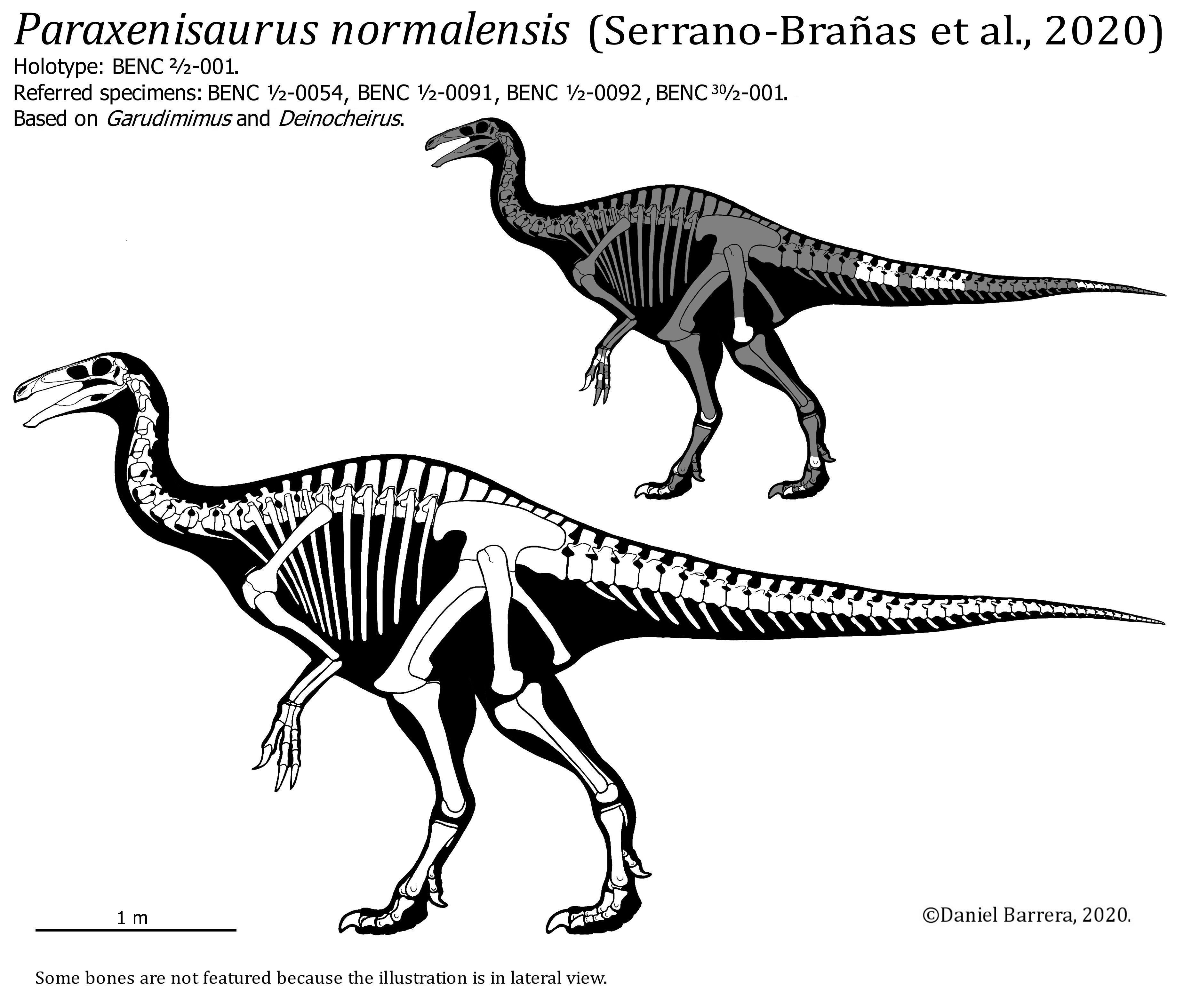
Diagram van het gevonden materiaal

Het holotype, BENC 2/2-001, is gevonden in een laag van de bovenste Cerro del Pueblo-formatie die dateert uit het late Campanien. Het bestaat uit een zeer fragmentarisch skelet zonder schedel. Bewaard zijn gebleven: het bovendeel van een tweede kootje van de tweede vinger of derde kootje van de derde vinger, stukken van een rechtersprongbeen en rechterhielbeen, en delen van de linkervoet en rechtervoet waaronder stukken van een tweede, derde en vierde middenvoetsbeen, een tweede kootje van de tweede teen, een derde kootje van de derde teen, en het eerste, derde, vierde en vijfde kootje van de vierde teen.
Daarnaast werden er aanvullende specimina aan de soort toegewezen. Het betreft de specimina BENC ½-0054: uiteinden van een eerste en tweede middenhandsbeen, het eerste en tweede kootje van de eerste vinger en het tweede kootje van de tweede vinger; BENC ½-0091: een uiteinde van een tweede middenhandsbeen en beide uiteinden van een derde middenhandsbeen, een stuk dijbeen, een uiteinde van een vierde middenvoetsbeen en verschillende staartwervels; BENC ½-0092: staartwervels en BENC 30/2-001: een tweede en derde voetklauw.
Bijna alle botten zijn beschadigd en geërodeerd. Ze vertegenwoordigen minstens vijf individuen. Het betreft vermoedelijk volwassen exemplaren.

## Beschrijving

### Grootte en onderscheidende kenmerken
Paraxinisaurus is een vrij grote ornithomimosauriër die in grootte werd vergeleken met Beishanlong en Gallimimus waarvan de lichaamslengte door de beschrijvers in 2020 werd aangegeven als respectievelijk 5,9 en zes meter. Paraxinisaurus zelf werd geschat op een lengte van 5,7 meter bij een gewicht van zo'n zeshonderd kilogram.
De beschrijvers stelden een aantal onderscheidende kenmerken vast. Sommige daarvan zijn autapomorfieën, unieke afgeleide eigenschappen. De eerste handklauw heeft een sterk hol gewrichtsvlak, tweemaal hoger dan breed zodat een ovaal profiel ontstaat. De voorste achterste staartwervels hebben lage voorste gewrichtsuitsteeksels met vrijwel verticale facetten terwijl die bij de allerachterste staartwervels schuin naar beneden en binnen gericht zijn. De voet is niet arctometatarsaal want heeft een verbreed derde middenvoetsbeen met een eirond bovenvlak. Bij het tweede middenvoetsbeen is de binnenste onderste gewrichtsknobbel sterker naar buiten verwijd dan bij alle andere bekende ornithomimosauriërs. De voetklauwen hebben een groot afgerond foramen op de binnenzijde.
Daarnaast is er een unieke combinatie van op zich niet unieke kenmerken. De eerste handklauw is sterk gekromd, overdwars afgeplat en heeft een bult voor de aanhechting van de pees van de krommende spieren die relatief ver in de richting van de klauwpunt geplaatst is en in tweeën gedeeld wordt door een diepe trog. Het derde middenhandsbeen heeft een breed bovenvlak, even wijd als het bovenvlak van het tweede middenhandsbeen. De achterzijde van het onderste kwart van het tweede middenvoetsbeen toont een raakvlak voor het eerste middenvoetsbeen, een aanwijzing dat dit met teen aanwezig was. Het onderste uiteinde van het derde middenvoetsbeen is breder overdwars dan van voor naar achter en heeft een scharniergewricht. De voetklauwen zijn breed en naar beneden gekromd waarbij over de reeks de bult voor de pees van de strekkende spier van horizontaal naar verticaal draait en de vorm van een beenlip krijgt. De voetklauwen hebben een diepe trog op de onderzijde die achteraan een sterk ontwikkelde bult voor de pees van de krommende spier omvat die de vorm heeft van een richel.
Terwijl de handen in het materiaal zeer wel deinocheiride zouden kunnen zijn, geven de beschrijvers aan dat de voeten de proporties hebben van Tyrannosauridae. Het is dus de vraag of niet fossielen van twee verschillende groepen gemengd zijn geraakt. Het beschrijvende artikel gaat daar verder niet op in.

### Skelet

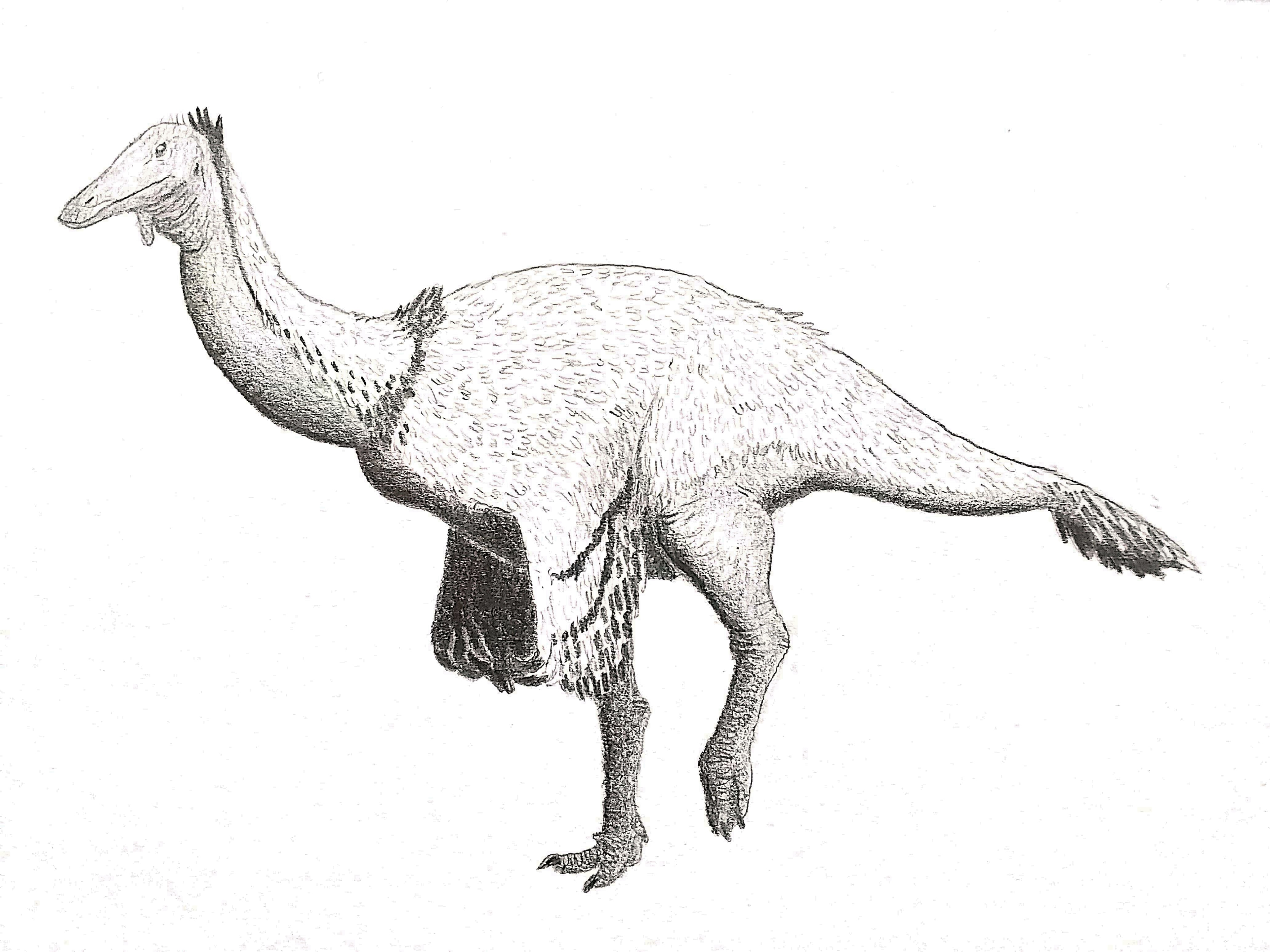
Een reconstructie van het mogelijke uiterlijk

De staartwervels zijn uitzonderlijk lang, onder verwanten slechts vergelijkbaar met die van Beishanlong en Gallimimus. Van die van Gallimimus verschillen ze echter doordat ook de meer voorste wervels van de staartpunt een ondiepe groeve bezitten; bij Beishanlong zijn deze wervels gekield. De verticale facetten van de voorste gewrichtsuitsteeksels kunnen gediend hebben om de staartpunt meer omhoog te laten steken en meteen te verstijven, wellicht voor een signaalfunctie van een staartwaaier.
De grote duimklauw, waarvan de onderzijde sterk gekromd is, wordt gedeeld met Beishanlong maar is rechter en met een meer elliptisch in plaats van eirond gewrichtsvlak. De zijgroeven van de duimklauw zijn van onderen bezien open. De handklauwen hebben relatief kleine en ver naar de punt geplaatste bultjes voor de aanhechting van de pezen van de buigende spier.
Het dijbeen heeft een brede voorste groeve tussen de onderste gewrichtsknobbels. Het onderste uiteinde van het dijbeen is niet bijzonder breed maar duidelijk afgerond. Het sprongbeen in de enkel bezit geen duidelijke gewrichtsknobbels.
Dat de voet niet arctometatarsaal is, dus met een bovenaan toegeknepen derde middenvoetsbeen, is hoogst uitzonderlijk voor een ornithomimosauriër en wordt slechts gedeeld met de reus Deinocheirus die geen rennende vorm is. Het eironde bovenvlak is dan weer een onderscheid met Deinocheirus waar dit vlak rechthoekig is. Het derde middenvoetsbeen heeft een rechthoekige dwarsdoorsnede van de schacht. De binnenzijde van het onderste uiteinde van het derde middenvoetsbeen is verbreed. Dat dit uiteinde meer van overdwars verbreed is dan van voor naar achter is uitzonderlijk en wordt alleen gedeeld met Gallimimus, Garudimimus en Ornithomimus affinis; maar bij al die vormen is het uiteinde glad afgerond, niet met lage knobbels die er min of meer een scharnier van maken. Het bezit van een eerste teen is een basaal kenmerk, gedeeld met Beishanlong, Garudimimus en Nqwebasaurus. Bij Beishanlong is de teen meer in het midden geplaatst, niet achteraan. Ornithomimidae en Deinocheirus lijken de teen geheel te missen. De eerste teen is bij Paraxenisaurus ook vrij laag geplaatst, net als bij Garudimimus. De schacht van het vierde middenvoetsbeen is relatief dik van voor naar achter, als het element verticaal gedacht wordt. De kootjes van de vierde teen hebben ondiepe kapselgroeven op de voorzijde van de schacht begrensd door afgeronde richels. Ze zijn ook tamelijk kort. De voetklauwen hebben een driehoekige dwarsdoorsnede met aan weerszijden relatief rechte onderranden. De onderzijde is hol gekromd in zijaanzicht. De diepe trog op de onderzijde met een hoge lengterichel achteraan is een typisch ornithomimosaurisch kenmerk. In tegenstelling tot Deinocheirus of meer afgeleide soorten die platte voetklauwen bezitten, zijn ze bij Paraxenisaurus gekromd als die van Garudimimus, Sinornithomimus en Arkansaurus. Bij deze laatste vormen ontbreken echter de lange beenlippen.

## Fylogenie
Paraxenisaurus werd in 2020 binnen de Ornithomimosauria in de Deinocheiridae geplaatst, in een polytomie met Deinocheirus en Garudimimus. Dat zou het de eerste bekende deinocheiride buiten Azië maken. De beschrijvers namen aan dat de groep veel migratiebewegingen uitvoerde over heel Laurasia.

## Levenswijze
Ornithomimosauriërs worden vaak als planteneters of alleseters gezien. Paraxenisaurus deelde zijn habitat met lichtere Ornithomimidae die ook in de formatie zijn gevonden. Het is onduidelijk wat de nicheverdeling was. De verwant Deinocheirus had een geheel unieke wijze van voedselverwerving, met een diepe kaak zijn eten uit plassen zuigend. Omdat de schedel van Paraxenisaurus nog niet bekend is, blijft onduidelijk of ook deze een dergelijk dieet had.